# Каннский кинофестиваль 1971
24-й Каннский кинофестиваль 1971 года, проходивший с 12 по 27 мая в Каннах, Франция.

## Жюри
- Мишель Морган (Франция) (председатель)
- Пьер Биллар (Франция)
- Майкл Биркетт (Великобритания)
- Анселмо Дуарте (Бразилия)
- Иштван Гааль (Венгрия)
- Серджо Леоне (Италия)
- Александр Петрович (Югославия)
- Морис Рейм (Франция)
- Эрик Сигал (США)
- Вера Вольман (Франция) (журналист) (председатель по короткометражным фильмам)
- Шарль Дюванель (Швейцария) (короткометражные фильмы)
- Этьен Новелла (Франция) (короткометражные фильмы)

## Фильмы в конкурсной программе
- Лодка на траве (реж. Жерер Браш)
- Бег (реж. Александр Алов и Владимир Наумов)
- Калифша (реж. Альберто Бевилаква)
- Гойя, история одиночества (реж. Нино Кеведо)
- Добыча (реж. Сильвио Нариццано)
- Джо Хилл (реж. Бу Видерберг)
- Джонни взял ружье (реж. Далтон Трамбо)
- Посредник (реж. Джозеф Лоузи)
- Мира (реж. Фонс Радемакерс)
- Смерть в Венеции (реж. Лукино Висконти)
- Опасное пробуждение (реж. Тед Котчефф)
- Паника в Нидл-парке (реж. Джерри Шацберг)
- За полученную милость (реж. Нино Манфреди)
- Рафаэль-развратник (реж. Мишель Девиль)
- Повторный брак (реж. Жан-Поль Раппно)
- Сакко и Ванцетти (реж. Джулиано Монтальдо)
- Шум в сердце (реж. Луи Маль)
- Любовь (реж. Карой Макк)
- Отрыв (реж. Милош Форман)
- Обход (реж. Николас Роуг)
- Семейная жизнь (реж. Кшиштоф Занусси)
- Он сказал поехали (реж. Джек Николсон)
- Animale bolnave (реж. Николаэ Бребан)
- Yami no naka no chimimoryo (реж. Ко Накахира)
- Pindorama (реж. Арналдо Жабор)
- Apokal (реж. Пауль Анциковски)

## Фильмы вне конкурсной программы
- Дай мне кров
- Дом под деревьями
- Le Chasseur
- Le feu sacré
- Друзья
- Нарцисс
- Хроники Хельстрома
- Троянки

## Награды
- Золотая пальмовая ветвь: Посредник, режиссёр Джозеф Лоузи
- Приз жюри:
  - Джонни взял ружье, режиссёр Далтон Трамбо
  - Отрыв, режиссёр Милош Форман
- Приз жюри:
  - Джо Хилл, режиссёр Бу Видерберг
  - Любовь, режиссёр Карой Макк
- Приз за лучшую мужскую роль: Риккардо Куччолла — Сакко и Ванцетти
- Приз за лучшую женскую роль: Китти Уинн — Паника в Нидл-парке
- Особое упоминание: Любовь
- Технический гран-при: Хроники Хельстрома, режиссёр Уолон Грин
- Лучший дебют: За полученную милость, режиссёр Нино Манфреди
- Юбилейная премия в честь 25-летия Каннского фестиваля: Смерть в Венеции, режиссёр Лукино Висконти
- Приз международной ассоциации кинокритиков (ФИПРЕССИ): Джонни взял ружье, режиссёр Далтон Трамбо
- Приз Международной Католической организации в области кино (OCIC): Любовь, режиссёр Карой Макк
- Золотая пальмовая ветвь за короткометражный фильм: Знамя, усыпанное звёздами, режиссёр Роджер Флинт
- Особое упоминание — короткометражный фильм:
  - Stuiter, режиссёр Jan Oonk
  - Статуэтка, режиссёр Карлос Вилардебо